# Voßwinkel
Voßwinkel is een plaats in de Duitse gemeente Arnsberg, deelstaat Noordrijn-Westfalen, en telt 2523 inwoners (2007).